# Technische Überprüfung
Die Technische Überprüfung (auch Revision) ist eine gesetzlich vorgeschriebene periodische Prüfung sicherheitsrelevanter Systemdaten technischer Produkte. Die Durchführung ist die Voraussetzung für die Betriebserlaubnis.

## Übersicht
| Produkt                                                              | Regelwerk                                                                   | in                     | Artikel                                     | Durchführung durch                                                                                     |
| -------------------------------------------------------------------- | --------------------------------------------------------------------------- | ---------------------- | ------------------------------------------- | --- |
| Fahrzeug (sofern untersuchungspflichtig) → Hauptuntersuchung         | §29 und Anlagen VIII /VIIIa der StVZO, HU-Richtlinie, Systemdatenrichtlinie | Deutschland            | Hauptuntersuchung, Sicherheitsprüfung (Kfz) | Technische Prüfstellen, amtlich anerkannte Überwachungsorganisationen, Eigenüberwacher (Bestandschutz) |
| Fahrzeug (sofern untersuchungspflichtig) → Hauptuntersuchung         |                                                                             | Frankreich             | Contrôle Technique                          | |
| Fahrzeug (sofern untersuchungspflichtig) → Hauptuntersuchung         |                                                                             | Österreich             | Begutachtung                                | |
| Fahrzeug (sofern untersuchungspflichtig) → Hauptuntersuchung         |                                                                             | Schweiz                | Motorfahrzeugkontrolle                      | |
| Fahrzeug (sofern untersuchungspflichtig) → Hauptuntersuchung         |                                                                             | Spanien                | Inspección Técnica de Vehículos             | |
| Fahrzeug (sofern untersuchungspflichtig) → Hauptuntersuchung         |                                                                             | Irland                 | National Car Test                           | |
| Fahrzeug (sofern untersuchungspflichtig) → Hauptuntersuchung         |                                                                             | Vereinigtes Königreich | MOT Test                                    | |
| Fahrzeug (sofern untersuchungspflichtig) → Hauptuntersuchung         |                                                                             | Schweden               |                                             | Svensk Bilprovning AB ("bilprovningen")                                                                |
| Fahrzeug (sofern untersuchungspflichtig) → Hauptuntersuchung         |                                                                             | Japan                  | Shaken (Hauptuntersuchung)                  | |
| Eisenbahnfahrzeug                                                    | EBO                                                                         | Deutschland            | Hauptuntersuchung (Bahn)                    | Eisenbahnverkehrsunternehmen                                                                           |
| Straßenbahnfahrzeug                                                  | BOStrab                                                                     | Deutschland            | Hauptuntersuchung (Bahn)                    | Verkehrsbetrieb                                                                                        |
| U-Bahnfahrzeug                                                       | BOStrab                                                                     | Deutschland            | Hauptuntersuchung (Bahn)                    | Verkehrsbetrieb                                                                                        |
| Schienenfahrzeuge von Anschlussbahnen                                | BOA                                                                         | Deutschland            | Hauptuntersuchung (Bahn)                    | unterschiedlich                                                                                        |
| Luftfahrzeuge                                                        | JAR                                                                         | EU, IATA außer         | Check (Luftfahrt)                           | Instandsetzungsbetrieb                                                                                 |
| Luftfahrzeuge                                                        | FAR                                                                         | USA, Kanada            | Check (Luftfahrt)                           | Instandsetzungsbetrieb                                                                                 |
| Kernkraftwerk                                                        |                                                                             |                        |                                             | |
| Schiff                                                               |                                                                             |                        |                                             | Klassifikationsgesellschaft                                                                            |
| Sportboot                                                            |                                                                             |                        |                                             | |
| Überwachungsbedürftige Anlagen Beispiele Aufzugsanlage Druckbehälter | BetrSichV                                                                   | Deutschland            |                                             | Zugelassene Überwachungsstelle                                                                         |

## Fußnote
1. ↑  oder Befähigte Personen (Auslaufend da Sachverständigenwesen abgeschafft wird)